# 대구 송정동 석조여래입상
대구 송정동 석조여래입상(大邱 松亭洞 石造如來立像)은 대한민국 대구광역시 동구 송정동에 있는 석조 여래 입상이다. 1988년 5월 30일 대구광역시의 유형문화재 제22호로 지정되었다.

## 개요
넓은 판석 모양의 화강암을 이용하여 돋을새김한 불상으로서, 훼손이 심하기는 하지만 단아하고 원만한 조각미를 지니고 있다.
민머리 위에 상투 모양의 머리묶음이 큼직하고 귀는 긴 편이며, 얼굴은 윤곽이 부드러워 온화한 인상을 나타내고 있다. 옷은 양 어깨를 감싸고 있는데 몸매를 더욱 풍만하게 표현하고 있다. 양 손은 가슴 앞에 모으고 있는 듯하나 훼손이 심하여 자세히 알 수 없다.
사실적이고 균형잡힌 조각기법으로 보아서 통일신라시대의 작품으로 추정된다.

## 참고 문헌
- 송정동석불입상 - 국가유산청 국가유산포털